# グスタフ・ベルクマン
グスタフ・ベルクマン（バーグマン、独: Gustav Bergmann、1906年5月4日 - 1987年4月21日）は、オーストリア出身のアメリカの哲学者。ウィーン大学で学び、ウィーン学団の成員となった。ウィーン学団のモーリッツ・シュリック、フリードリヒ・ワイスマン、ルドルフ・カルナップの影響を受けた。渡米後はアイオワ大学教授となり、アイオワで没した。

## 概要
オーストリア・ハンガリー帝国ウィーン生まれ。ウィーン大学で数学を専攻し、1928年に彼は博士号を取得した。指導教員はヴァルター・マイヤー。論文の題は「Zwei Beiträge zur mehrdimensionalen Differentialgeometrie」（「多次元微分幾何学に関する2論考」の意）。博士課程在籍中、論理実証主義による科学的世界観の構築に取り組む哲学者、数学者、科学者などの集団であるウィーン学団に招待された。 1930年から31年にかけて、ベルリンで、アルバート・アインシュタインと共同研究を行った。ユダヤ人であったため大学教員になれず、1935年にウィーン大学で法務博士号（J.D.）を取得し、1938年にアメリカへ亡命するまで会社法を学んだ。 1939年、アイオワシティのアイオワ大学に着任し、最終的に哲学と心理学の教授となった。

## 著作
- The Metaphysics of Logical Positivism. New York: Longmans, Green & Co. 1954. (Second edition: Madison, University of Wisconsin Press, 1967.)
- Philosophy of Science. Madison: University of Wisconsin Press 1957.
- Meaning and Existence. Madison: University of Wisconsin Press 1959.
- Logic and Reality. Madison: University of Wisconsin Press 1964.
- Realism: A Critique of Brentano and Meinong. Madison: University of Wisconsin Press 1967.
- New Foundations of Ontology. Madison: University of Wisconsin Press 1992. Edited by William Heald.
- Collected Works. Vol I. II. Frankfurt am Main: Ontos Verlag 2003.